# Fill
Et fill er sat i sammenhæng med slagtøj, og bliver af mange ofte kaldt en 'rundgang'.
I en normal sangopbygning, forekommer fills oftest efter hver 4. takt – og er en kombination af samtlige komponenter på et trommesæt, dog oftest afsluttet på et bækken.